# Ringsberg
Ringsberg  (en danois: Ringsbjerg) est une commune allemande de l'arrondissement de Schleswig-Flensbourg, Land de Schleswig-Holstein.

## Géographie
La commune comprend deux parties, Ranmark et Süderholz.
|            | Munkbrarup |            |
| Munkbrarup | Ringsberg  | Langballig |
|            | Husby      |            |

## Étymologie
La signification du nom du lieu n'est pas connue. Avant la construction de la Bundesstraße 199 en 1955, il y aurait eu une montagne à Ringsberg, d'où le village tire son nom, mais la provenance du mot Ring ne peut être clairement déterminée. Peut-être remonte-t-il à un ancien objet trouvé ou à un sertissage en forme d'anneau.

## Histoire
Ringsberg est mentionné pour la première fois en 1438 sous le nom de "Ringhesberge".
La municipalité de Ringsberg a été créée par la nouvelle administration prussienne en 1867. Jusqu'à la Guerre des Duchés de 1864, le village fait administrativement partie de la paroisse de Munkbrarup (Munkbrarup Sogn) au sein de la Munkbrarupharde.
La réforme municipale de 1970, qui a donné naissance à l'Amt Langballig, prévoyait initialement que Ringsberg ferait partie de la municipalité voisine de Munkbrarup.
En janvier 2017, la commune a fêté ses 150 ans d'existence.

## Politique

### Conseil communal
Depuis les élections de 2018, le Wählergruppe KWGR dispose de six sièges et l'Union chrétienne-démocrate d'Allemagne de trois sièges au sein du Conseil communal.

## Économie
L'économie de Ringsberg se caractérise par des entreprises artisanales et une société de transport. Des offres touristiques existent sous forme d'appartements de vacances et de chambres d'hôtel dans une auberge de campagne. Ringsberg est un centre de villégiature reconnu par l'État depuis 1999.

## Source, notes et références
1. ↑  (de) « Geschichte », sur Ringsberg .net (consulté le 2 février 2021)
2. 1 2 3  vdl, « Ringsberg : Die „widerspenstige“ Gemeinde wird 150 Jahre alt | shz.de », sur Flengsburger Tagblatt, 21 juin 2017 (consulté le 2 février 2021)

- (de) Cet article est partiellement ou en totalité issu de l’article de Wikipédia en allemand intitulé « Ringsberg » (voir la liste des auteurs).